# 葛生事件
葛生事件（くずうじけん）とは1981年に発生した殺人事件。

## 概要
1981年12月10日、栃木県安蘇郡葛生町（現：佐野市）の民家で午前4時頃に火事が発生。焼け跡から住民である女性（当時25歳）と長男（当時3歳）と次男（当時7ヶ月）の焼死体が発見された。
当時外出していた夫（当時27歳）は「事件当日、愛人と別れた後で町で遊んだ後で自宅に戻り、また町に出て遊んだ後で、自宅から離れた所で時間をつぶした後で早朝に帰宅して自宅の玄関を開けた途端に爆発した」と証言した。
当初は失火が原因と考えられていたが、司法解剖で女性の死亡推定時刻は午後10時頃で絞殺によるものと判明。
その後の捜査で夫は元保険外交員であり、火災保険と妻子の生命保険をかけていたことが判明（請求はしていない）。また夫に6歳年下の愛人がいたが、愛人問題が妻に発覚して夫婦仲は冷え切っており、事件前日に結婚を迫られた愛人に対して「決着をつける」と発言したことも明らかになった。さらに23歳の時に強姦事件を起こして懲役4年の前科があった。
1983年に夫は逮捕されたが、確実な物証がなかったため、状況証拠をどう評価するかが焦点となった。
一審は妻殺害のみ有罪となったが放火と子供2人の殺害については無罪となり、懲役14年判決となった。
二審は放火について無罪としたのに妻殺害について有罪とするのは証拠不十分として全面無罪判決が出て、確定した。